# Maria Rosetti
Pour les articles homonymes, voir Rosetti et Grant.
Maria Rosetti, née Marie Grant le 14 septembre 1819 à Guernesey et morte le 13 février 1893 (25 février dans le calendrier grégorien) est une militante politique, journaliste et essayiste valachienne, puis roumaine. Elle a pris part activement à la révolution roumaine de 1848 et à l'unification de la Roumanie.

## Biographie

### Jeunesse et mariage
Fille du capitaine Edward Effingham Grant, un propriétaire de bateaux, résident de Guernesey et de son épouse Marie Le Lacheur, Marie Grant nait dans une famille anglicane qui s’installe finalement à Plymouth ; ses liens avec le Clan écossais Grant, affirmés par le père, mais longtemps considérés comme incertains ont été confirmés.
En 1837, son jeune frère Effingham est nommé secrétaire de Robert Gilmour Colquhoun, le consul britannique de Valachie ; Mary le rejoint à Bucarest et commence à travailler comme préceptrice dans la famille du colonel Ioan Odobescu, donnant des leçons à ses enfants, en particulier au futur écrivain et homme politique Alexandru Odobescu.
Elle rencontre à Bucarest un ami proche de son frère, Constantin Alexandru Rosetti, membre d’une famille importante de boyards ; ils se marient une première fois à Plymouth, avec un service anglican, le 31 août 1847, puis plus tard à Vienne, dans une cérémonie orthodoxe à laquelle assistent des collaborateurs de Rosetti, Ştefan et Alexandru Golescu.

### La révolution de 1848 et l'exil

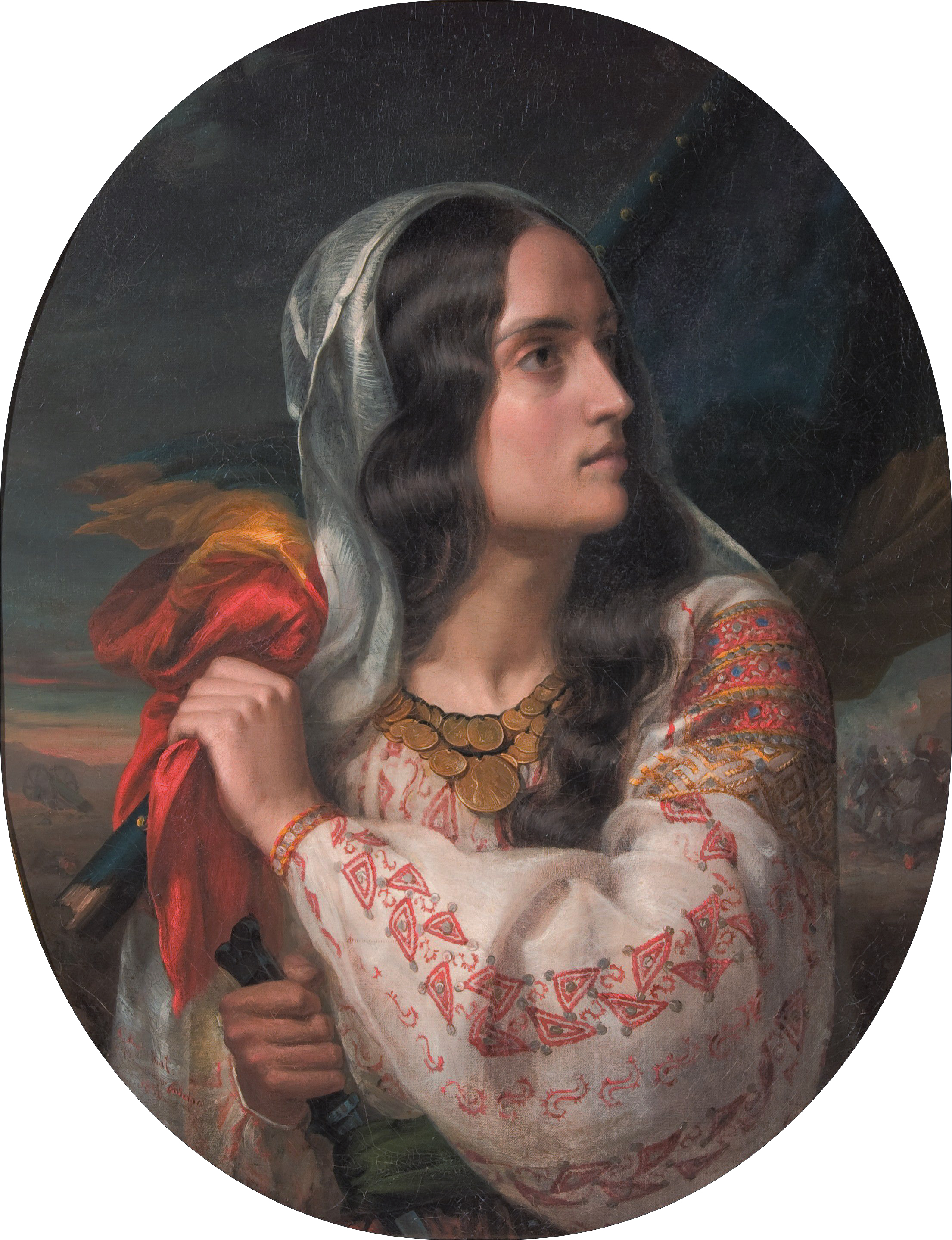
La Roumanie révolutionnaire, une peinture de Constantin Daniel Rosenthal en hommage à Maria Rosetti.

Pendant la révolution roumaine de 1848, Constantin Rosetti joue un rôle important en ralliant la population de Bucarest à la cause de rla révolution et est membre du gouvernement provisoire. Lorsque les troupes ottomanes entrent dans le pays pour écraser le mouvement et arrêter les dirigeants, il est fait prisonnier et transporté par bateau de Giurgiu vers Svinița, en Autriche-Hongrie, près du port danubien de Orșova,. En compagnie de Constantin Daniel Rosenthal, Maria suit les bateaux depuis le rivage et alerte les autorités de la localité d’arrivée sur le fait que les Ottomans ne sont plus dans leur juridiction, réussissant à convaincre le maire de Sviniţa de désarmer les gardes, ce qui permet aux prisonniers de s’enfuir. Les Rosettis se réfugient en France,,. Le rôle de Maria Rosetti dans la révolution est célébré par l’historien Jules Michelet dans son ouvrage sur les principautés danubiennes où il lui consacre un chapitre entier, repris d’un essai de 1851,,,,. Elle est comparée à Anita Garibaldi, l’épouse de Giuseppe Garibaldi.
Vers 1850, Rosenthal termine une des peintures les plus célèbres, România revoluţionară (« La Roumanie révolutionnaire »), une allégorie incarnant la nation roumaine sous forme d’une femme en costume traditionnel ; c’est aussi un portrait de Maria Rosetti,,. L’artiste meurt sous la torture en 1851, intercepté par les autorités autrichiennes alors qu’il tente de revenir en Valachie et, en 1878, Maria Rosetti lui consacre un hommage dans son journal Mama şi Copilul (« Mère et enfant »).

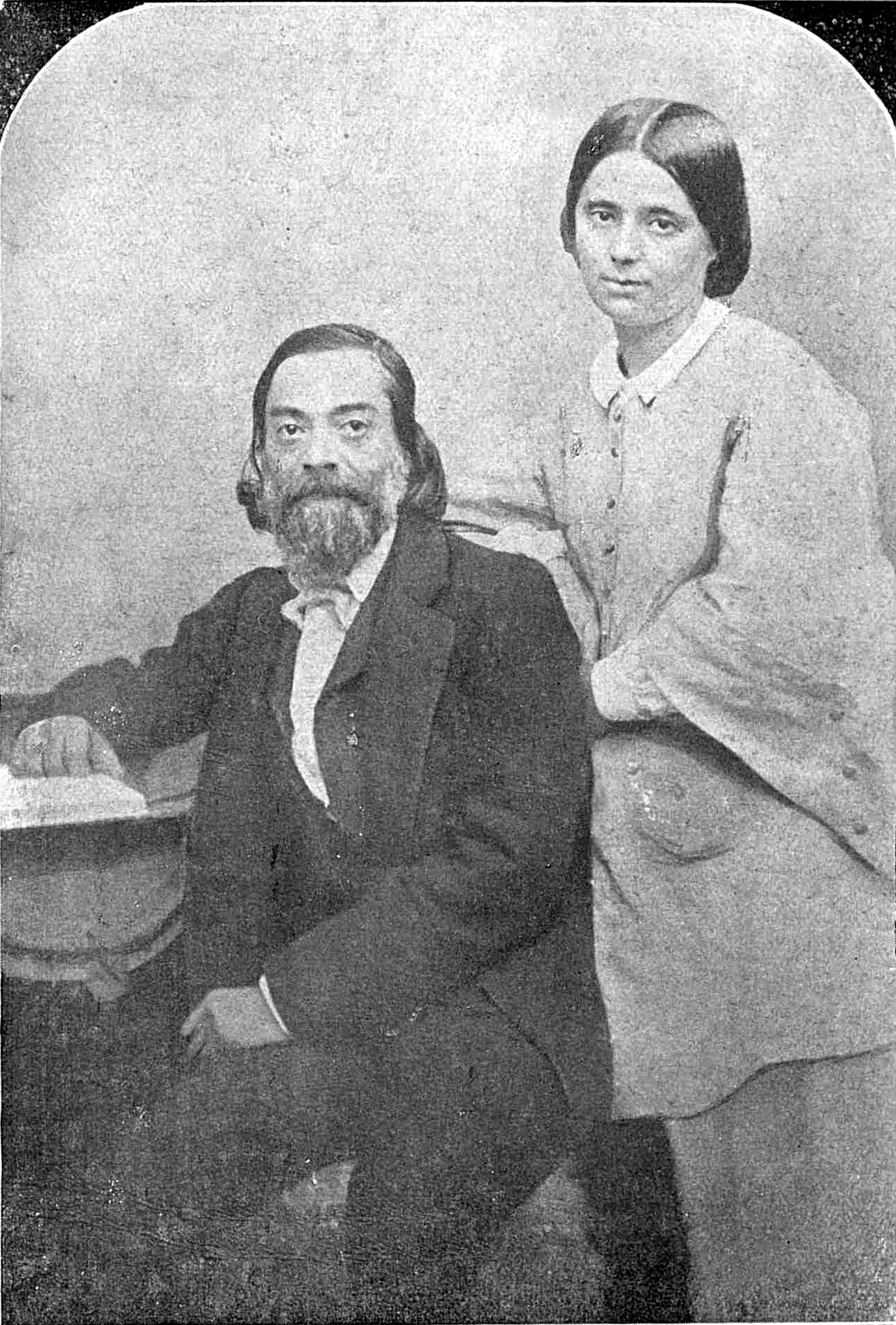
C. A. Rosetti et Maria Rosetti en exil.

### Journaliste
Pendant les années 1850, avant, mais aussi après le retour de sa famille dans les principautés danubiennes, permis par le Traité de Paris de 1856, Maria Rosetti et son époux s’investissent dans le soutien au Partida Naţională (le Parti national) qui appelle à l’union de la Vallachie et de la Moldavie (une réunion réalisée en 1859 avec l’élection de Alexandru Ioan Cuza comme prince de Valachie, mais dirigeant commun des deux états),. Elle collabore aux nombreuses publications de Constantin Rosetti, en particulier à Românul (Roumain), avant de lancer son propre hebdomadaire Mama şi Copilul (Mère et enfant),,. Ce journal, publié entre 1865 et 1866, se consacre principalement aux questions relatives à l’éducation des enfants, dans la société nouvelle issue de l’unification et vaut à Maria Rosetti d’être considérée comme la première femme journaliste de Romanie. Elle y traduit aussi certains écrits, comme Zuma de Mme de Genlis,,.
Maria Rosetti est aussi impliquée dans diverses organisations et levées de fonds : en 1866-1867, pour combattre la famine, en 1877-78, lorsque la Roumanie indépendante est engagée dans la guerre entre la Russie et la Turquie, et qu'elle établit et dirige un hôpital à Turnu Măgurele.

## Honneurs
À sa mort, une nécrologie publiée dans Voinţa Naţională la dépeint comme une des Roumaines les plus importantes de sa génération. Ses écrits sont rassemblés en 1893 dans un volume précédé d’une introduction de Michelet. Elle apparaît aussi comme un personnage du roman de Camil Petrescu Un om între oameni. Une rue et une école de Bucarest portent son nom.